# Zivilstandsamt

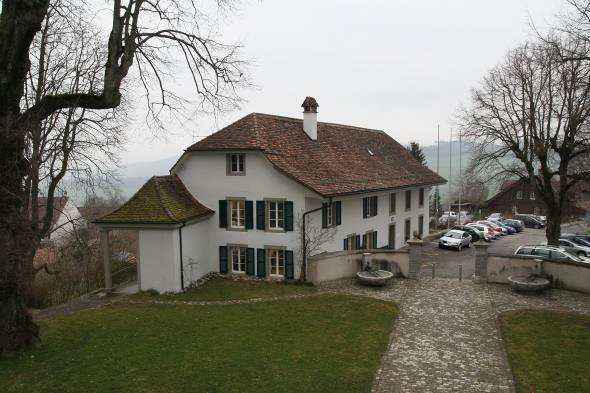
Zivilstandsamt Schlosswil

Das Zivilstandsamt ist in der Schweiz ein Amt zur Erledigung der in der Zivilstandsverordnung (ZStV) vorgesehenen Aufgaben. Hierzu zählen unter anderem das Beurkunden von Geburten, Eheschliessungen, Partnerschaften und Todesfällen.

## Organisation
Die schweizweit etwas über 170 Zivilstandsämter unterteilen sich in Zivilstandskreise, wobei jeder Kreis aus einer oder mehreren Gemeinden besteht. Die Zivilstandsämter unterstehen der direkten Aufsicht der Aufsichtsbehörde ihres Kantons. Sämtliche Zivilstandsereignisse werden seit 2005 im zentralen Personenstandregister Infostar erfasst.

## Geburt
Geburtsurkunde
Beim Zivilstandsamt kann jederzeit eine Geburtsurkunde bestellt werden. Je nach Verwendungszweck kann eine schweizerische Geburtsurkunde (deutsch, französisch, italienisch) oder eine internationale Geburtsurkunde CIEC (5-sprachig) ausgestellt werden. Auskünfte aus Registern (z. B. Geburtszeit) dürfen nur in Form von Auszügen (z. B. Geburtsurkunde), nicht jedoch mündlich erteilt werden.
Geburtenregister
Nach Erhalt der notwendigen Dokumente von dem gewählten Spital/Geburtshaus, unternimmt das Zivilstandsamt folgendes:
- Eintrag: Das Zivilstandsamt trägt das Kind im Geburtsregister des Amtskreises an.
- Zustellung eines Geburtsscheins und des nachgetragenen Familienbüchleins bzw. Familienausweises (sofern vorhanden) an die Eltern.
- Geburtsmitteilung an den schweizerischen Wohnort der Eltern.
- Geburtsmitteilung an die Vormundschaftsbehörde des Wohnortes der Mutter, sofern die Eltern nicht verheiratet sind.
- Geburtsmitteilung an das Bundesamt für Migration, sofern ein Elternteil anerkannter Flüchtling, Asylbewerber oder vorläufig Aufgenommener ist.
- Mitteilung an das Bundesamt für Statistik.

## Heirat
Trauung
Zur Trauung haben die Brautleute zwei mündige und urteilsfähige Zeuginnen oder Zeugen mitzubringen. Sie müssen die Trausprache verstehen und einen gültigen Pass oder eine gültige Identitätskarte dabei haben.
Heirat in der Schweiz
Um zu heiraten, wenden sich die Brautleute persönlich an das Zivilstandsamt am Wohnsitz der Braut oder des Bräutigams. Braut und Bräutigam müssen beide volljährig, also mindestens 18 Jahre alt sein. Auch dürfen Braut und Bräutigam nicht nahe miteinander verwandt sein.
Jede Heirat wird vom Zivilstandsamt des Heiratsortes an folgende Stellen gemeldet:
- Ehemitteilung an die schweizerischen Wohnorte
- Ehemitteilung an den schweizerischen Geburtsort des gemeinsamen Kindes
- Ehemitteilung an den Zuständigkeitsort in Italien, Deutschland, Österreich und Liechtenstein
- Ehemitteilung an das Bundesamt für Migration, sofern ein Teil des Paares oder beide Teile anerkannter Flüchtling, Asylbewerber oder vorläufig Aufgenommener ist.
- Mitteilung an das Bundesamt für Statistik

Gleichgeschlechtliche Partnerschaften
Nachdem am 5. Juni 2005 die Stimmberechtigten das Bundesgesetz über die eingetragene Partnerschaft gleichgeschlechtlicher Paare angenommen haben, können seit dem 1. Januar 2007 gleichgeschlechtliche Paare in der ganzen Schweiz ihre Partnerschaft beim Zivilstandsamt eintragen lassen. Der Bund hat ein Infoblatt erarbeitet, woraus die Voraussetzungen und die rechtlichen Wirkungen der Eintragung der Partnerschaft ersichtlich sind. Vor der Eintragung der Partnerschaft muss ein so genanntes Vorverfahren durchgeführt werden. Dazu werden die Partnerinnen bzw. Partner gebeten, persönlich die notwendigen Dokumente beim Zivilstandsamt abzugeben und gleichzeitig die Erklärung betreffend die Voraussetzungen für die Eintragung einer Partnerschaft zu unterzeichnen.

## Todesfälle

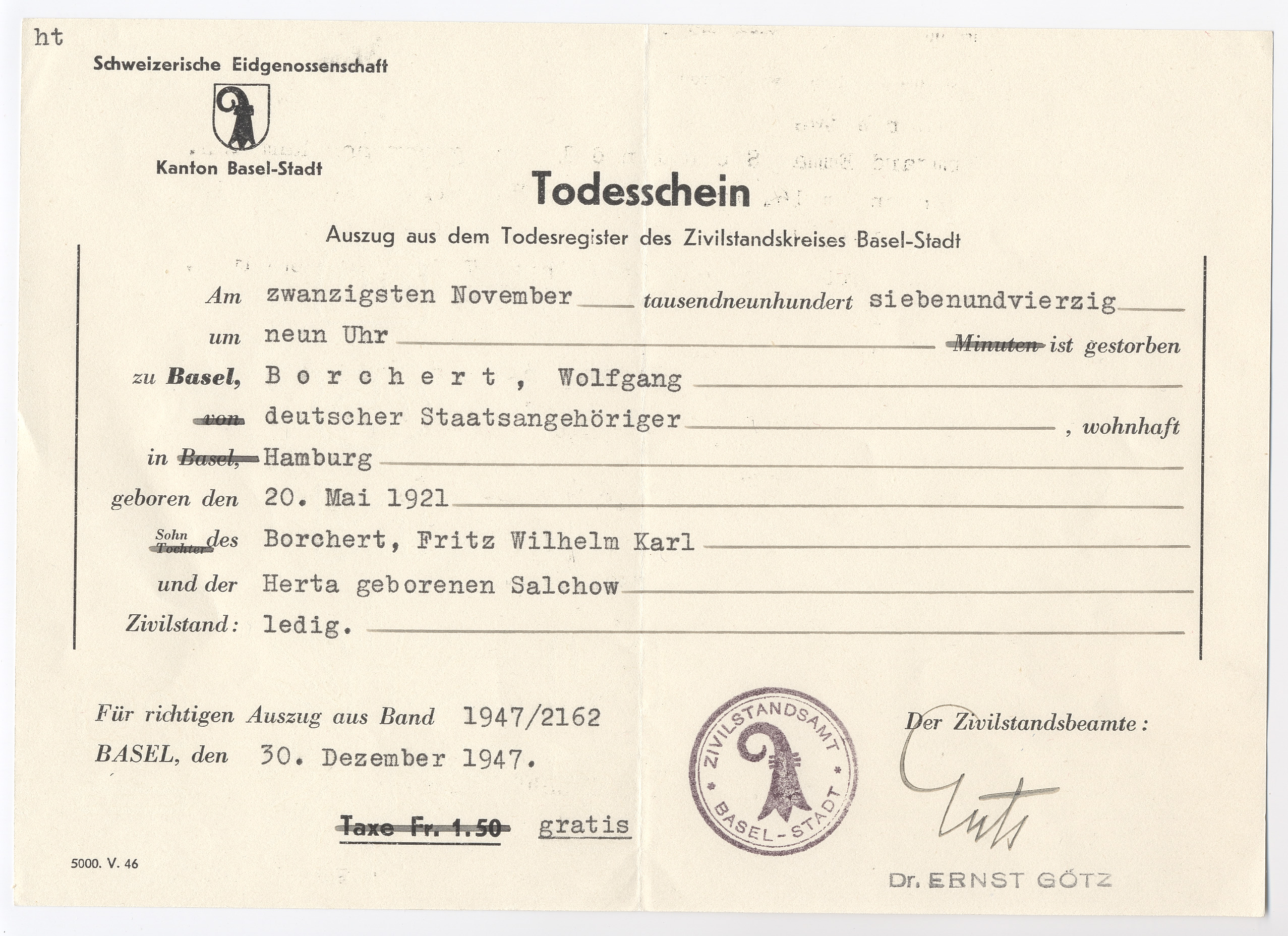
Todesschein für Wolfgang Borchert, 1947

Todesurkunde
Bei der Anmeldung des Todes im Bestattungsamt können die Hinterbliebenen einen Todesschein für die verstorbenen Personen bestellen. Diesen stellt das Zivilstandsamt nach abgeschlossenem Eintrag den Angehörigen zusammen mit dem Familienbüchlein automatisch zu. Für alle verstorbenen Personen kann man beim Zivilstandsamt jederzeit einen neuen Todesschein bestellen.
Je nach Verwendungszweck kann eine Todesurkunde (deutsch, französisch, italienisch) oder eine internationale Todesurkunde CIEC (5-sprachig) ausgestellt werden.